# Liste von Burgen, Schlössern und Festungen im Département Haute-Garonne
Die Liste von Burgen, Schlössern und Festungen im Département Haute-Garonne listet bestehende und abgegangene Anlagen im Département Haute-Garonne auf. Das Département zählt zur Region Okzitanien in Frankreich.

Wappen des Départements Haute-Garonne (31)
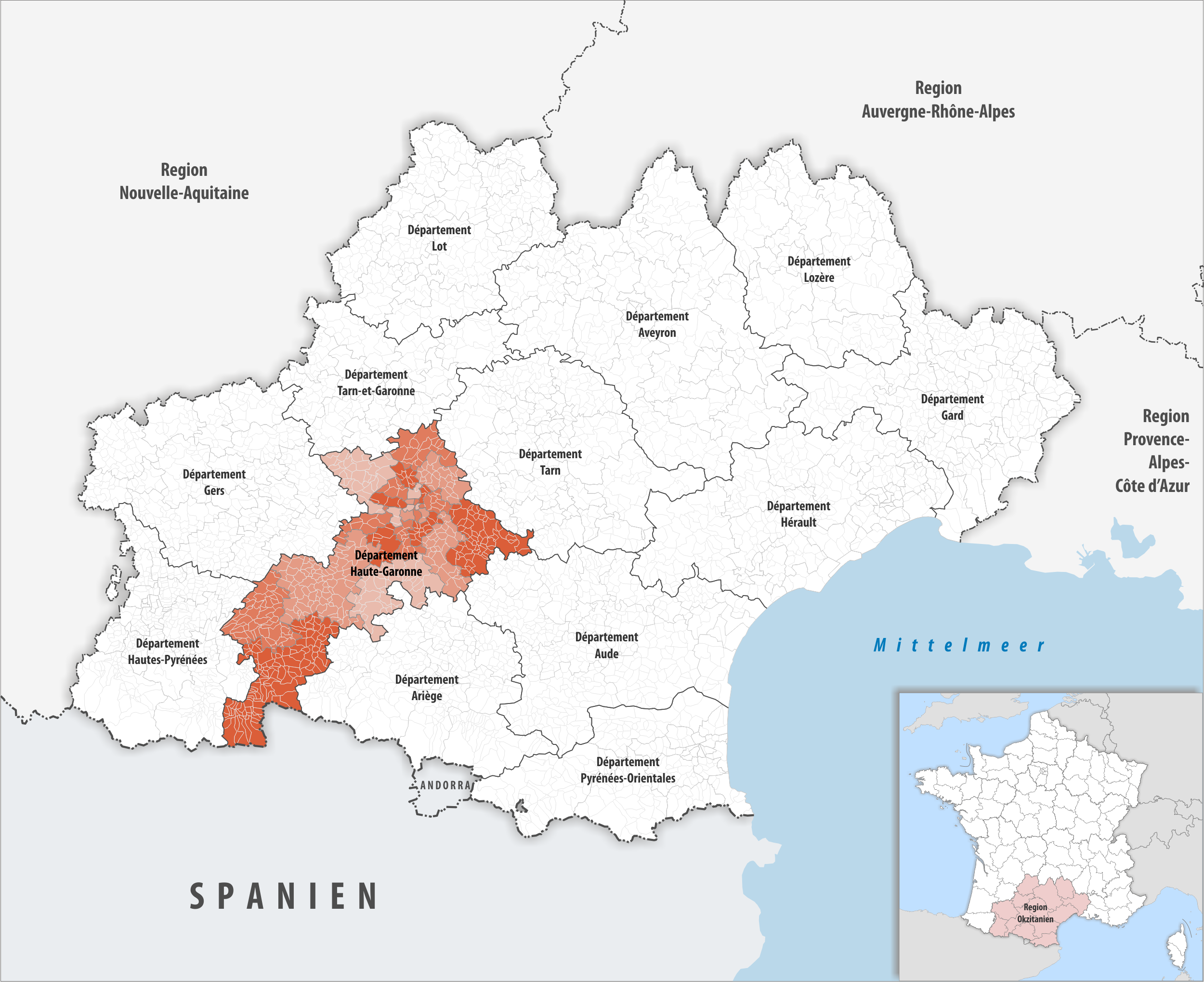
Lage des Départements Haute-Garonne in der Region Okzitanien
Lage der Region Okzitanien in Frankreich

## Liste
Bestand am 5. November 2022: 90
| Name deu / fra                                                                   | Gemeinde / Lage                             | Typ (Untertyp)       | Bemerkungen                                                                                                  | Bild |
| -------------------------------------------------------------------------------- | ------------------------------------------- | -------------------- | --- | ---- |
| Schloss Aigrefeuille Château d'Aigrefeuille                                      | Aigrefeuille 43,568802° N, 1,588494° O      | Schloss              | Ein Schloss aus Ziegelsteinen, das im 18. Jahrhundert an der Stelle der alten stattlichen Burg erbaut wurde. |      |
| Bischofspalast Alan Palais épiscopal d'Alan (Palais des évêques du Comminges)    | Alan 43,230025° N, 0,94008° O               | Schloss (Palais)     | Ehemalige Sommerresidenz der Bischöfe von Comminges                                                          |      |
| Schloss Alliez Château d'Alliez                                                  | Cornebarrieu 43,661401° N, 1,312756° O      | Schloss              | Gehört heute zum Klinikum Clinique des Cèdres                                                                |      |
| Schloss L’Armurier Château de l'Armurier                                         | Colomiers                                   | Schloss              | |      |
| Burg Aurignac Château d'Aurignac                                                 | Aurignac 43,21974° N, 0,880039° O           | Burg                 | Ruine |      |
| Schloss Auzielle Château d'Auzielle                                              | Auzielle 43,539365° N, 1,559775° O          | Schloss              | |      |
| Schloss Azas Château d'Azas                                                      | Azas 43,724586° N, 1,675464° O              | Schloss              | |      |
| Schloss Bertier Château Bertier (Château des Confluences) (Château de Pinsaguel) | Pinsaguel                                   | Schloss              | |      |
| Schloss Bonrespos Château de Bonrepos                                            | Bonrepos-Riquet                             | Schloss              | |      |
| Burg Boussan Château de Boussan                                                  | Boussan 43,240461° N, 0,890317° O           | Burg                 | Ruine |      |
| Schloss Brax Château de Brax                                                     | Brax                                        | Schloss              | |      |
| Schloss Le Cabirol Château du Cabirol                                            | Colomiers                                   | Schloss              | Und Park |      |
| Schloss Cadeilhac Château de Cadeilhac                                           | Muret                                       | Schloss              | |      |
| Schloss Calmont Château de Calmont                                               | Calmont                                     | Schloss              | |      |
| Schloss Cambiac Château de Cambiac                                               | Cambiac                                     | Schloss              | |      |
| Schloss La Cassagnère Château de la Cassagnère                                   | Cugnaux                                     | Schloss              | |      |
| Schloss Castagnac Château de Castagnac                                           | Castagnac                                   | Schloss              | |      |
| Schloss Catala Château Catala                                                    | Saint-Orens-de-Gameville                    | Schloss              | Dient heute als Kulturzentrum                                                                                |      |
| Schloss Combemale Château de Combemale                                           | Bagnères-de-Luchon                          | Schloss              | |      |
| Schloss Cornebarrieu Château de Cornebarrieu                                     | Cornebarrieu                                | Schloss              | |      |
| Schloss Le Coustela Château du Coustela                                          | Gratentour                                  | Schloss              | |      |
| Burg Doujat Château Doujat                                                       | Toulouse                                    | Burg                 | Im Ortsteil Saint-Martin-du-Touch                                                                            |      |
| Schloss Empeaux Château d'Empeaux                                                | Empeaux                                     | Schloss              | |      |
| Schloss Fonbeauzard Château de Fonbeauzard                                       | Fonbeauzard                                 | Schloss              | |      |
| Schloss Fourquevaux Château de Fourquevaux                                       | Fourquevaux                                 | Schloss              | |      |
| Schloss Gagnac Château de Gagnac                                                 | Gagnac-sur-Garonne                          | Schloss              | |      |
| Burg Galié Château de Galié                                                      | Galié                                       | Burg                 | Ruine |      |
| Schloss La Garrigue Château de la Garrigue                                       | Mervilla                                    | Schloss              | |      |
| Schloss Gensac-sur-Garonne Château de Gensac-sur-Garonne                         | Gensac-sur-Garonne                          | Schloss              | |      |
| Schloss Gourdan-Polignan Château de Gourdan-Polignan                             | Gourdan-Polignan                            | Schloss              | |      |
| Schloss Grand Selve Château de Grand Selve                                       | Toulouse                                    | Schloss              | Im Stadtteil Grand Selve                                                                                     |      |
| Schloss Hautpoul Château de Hautpoul                                             | Cugnaux                                     | Schloss              | |      |
| Burg Izaut-de-l’Hôtel Château vieux d'Izaut-de-l'Hôtel                           | Izaut-de-l’Hôtel                            | Burg                 | Ruine |      |
| Schloss Izaut-de-l’Hôtel Château d'Izaut-de-l'Hôtel                              | Izaut-de-l’Hôtel                            | Schloss              | |      |
| Schloss Jean Château de Jean                                                     | Villariès                                   | Schloss              | |      |
| Schloss Juzes Château de Juzes                                                   | Juzes                                       | Schloss              | |      |
| Burg Labastide-Paumès Château de Labastide-Paumès                                | Labastide-Paumès                            | Burg                 | Ruine |      |
| Schloss Lacroix Château de Lacroix                                               | Lacroix-Falgarde                            | Schloss              | |      |
| Schloss Lafitte-Vigordane Château de Lafitte-Vigordane                           | Lafitte-Vigordane                           | Schloss              | |      |
| Schloss Lafont Château Lafont                                                    | Bagnères-de-Luchon                          | Schloss              | |      |
| Schloss Laran Château de Laran                                                   | Cornebarrieu                                | Schloss              | |      |
| Schloss Laréole Château de Laréole                                               | Laréole                                     | Schloss              | |      |
| Schloss Larra Château de Larra                                                   | Larra                                       | Schloss              | |      |
| Burg Larroque Château de Larroque                                                | Larroque                                    | Burg (Donjon)        | Ruine |      |
| Schloss Latoue Château de Latoue                                                 | Latoue                                      | Schloss              | |      |
| Schloss Launac Château de Launac                                                 | Launac                                      | Schloss              | |      |
| Schloss Launaguet Château de Launaguet                                           | Launaguet                                   | Schloss              | |      |
| Schloss Loubens Château de Loubens                                               | Loubens-Lauragais                           | Schloss              | |      |
| Pavillon Ludwig XVI. Le Pavillon Louis XVI                                       | Cugnaux                                     | Schloss (Pavillon)   | Und Park |      |
| Schloss Mascarville Château de Mascarville                                       | Mascarville                                 | Schloss              | |      |
| Schloss Maurens Château de Maurens                                               | Cugnaux                                     | Schloss              | |      |
| Schloss Mervilla Château de Mervilla                                             | Mervilla                                    | Schloss              | |      |
| Schloss Merville Château de Merville                                             | Merville                                    | Schloss              | |      |
| Burg Montespan Château de Montespan                                              | Montespan                                   | Burg                 | Ruine |      |
| Schloss La Nine Château de la Nine                                               | Boussan                                     | Schloss              | |      |
| Schloss Novital Château de Novital                                               | Gagnac-sur-Garonne                          | Schloss              | |      |
| Schloss Palaminy Château de Palaminy                                             | Palaminy                                    | Schloss              | |      |
| Schloss Le Pastel Château du Pastel                                              | Montesquieu-Lauragais                       | Schloss              | Heute das Rathaus (Mairie)                                                                                   |      |
| Schloss Percin Château de Percin                                                 | Seilh                                       | Schloss              | |      |
| Schloss Pibrac Château de Pibrac                                                 | Pibrac                                      | Schloss              | |      |
| Schloss Pontié Château de Pontié                                                 | Cornebarrieu                                | Schloss              | |      |
| Schloss Les Raspaud Château des Raspaud                                          | Colomiers                                   | Schloss              | |      |
| Schloss Redon Château de Redon                                                   | Lagardelle-sur-Lèze                         | Schloss              | |      |
| Schloss La Renery Château de la Renery                                           | Gratentour                                  | Schloss              | |      |
| Schloss Restinclières Château de Restinclières                                   | Prades-le-Lez                               | Schloss              | |      |
| Schloss Reynerie Château de Reynerie                                             | Toulouse                                    | Schloss              | |      |
| Schloss Ribaute Château de Ribaute                                               | Lieuran-lès-Béziers                         | Schloss              | |      |
| Schloss Rochemontès Château de Rochemontès                                       | Seilh                                       | Schloss              | |      |
| Schloss Roquelles Château de Roquelles                                           | Pinsaguel                                   | Schloss (Mühle)      | |      |
| Schloss Roquette Château de Roquette                                             | Montesquieu-Lauragais                       | Schloss              | |      |
| Schloss Rudelle Château de Rudelle                                               | Muret                                       | Schloss              | |      |
| Schloss Saint-Élix Château de Saint-Élix-le-Château                              | Saint-Élix-le-Château                       | Schloss              | |      |
| Schloss Saint-Elix-Séglan Château de Saint-Elix-Séglan                           | Saint-Élix-Séglan 43,195065° N, 0,852269° O | Schloss              | |      |
| Schloss Saint-Félix Château de Saint-Félix-Lauragais                             | Saint-Félix-Lauragais                       | Schloss              | |      |
| Schloss Saint-Jory Château de Saint-Jory                                         | Saint-Jory                                  | Schloss              | |      |
| Schloss Saint-Martory Château de Saint-Martory                                   | Saint-Martory                               | Schloss              | |      |
| Schloss Saint-Paul-d’Oueil Château de Saint-Paul-d'Oueil                         | Saint-Paul-d’Oueil                          | Schloss              | |      |
| Schloss Sainte-Marie Château Sainte-Marie                                        | Longages                                    | Schloss              | |      |
| Schloss La Salvetat-Saint-Gilles Château de La Salvetat-Saint-Gilles             | La Salvetat-Saint-Gilles                    | Schloss              | |      |
| Schloss Sarremezan Château de Sarremezan                                         | Sarremezan                                  | Schloss              | |      |
| Schloss Savères Château de Savères                                               | Savères                                     | Schloss              | |      |
| Schloss Les Sœurs Château des Sœurs                                              | Lagardelle-sur-Lèze                         | Schloss              | |      |
| Schloss Tilhol Château de Tilhol                                                 | Pinsaguel                                   | Schloss              | |      |
| Schloss Tournefeuille Château de Tournefeuille (Château de Gramart)              | Tournefeuille                               | Schloss              | Heute das Rathaus (Mairie)                                                                                   |      |
| Schloss Vallègue Château de Vallègue                                             | Vallègue                                    | Schloss              | |      |
| Schloss Valmirande Château de Valmirande                                         | Montréjeau                                  | Schloss              | |      |
| Herrenhaus Vaux Manoir de Vaux                                                   | Vaux                                        | Schloss (Herrenhaus) | |      |
| Schloss Vieillevigne Château de Vieillevigne                                     | Vieillevigne                                | Schloss              | |      |
| Schloss Le Vignaou Château du Vignaou                                            | Lagardelle-sur-Lèze                         | Schloss              | |      |
| Schloss Villefranche Château de Villefranche                                     | Villeneuve-lès-Bouloc                       | Schloss              | |      |